# Charles Thompson
Charles Thompson, född 1924, var en friidrottare från Guyana. Han deltog vid olympiska sommarspelen 1948.